# NGC 2070

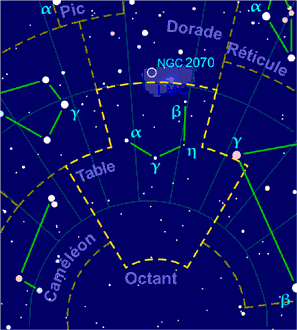
كوكبة الجبل ، وفيها موقع التجمع النجمي إن جي سي 2070.

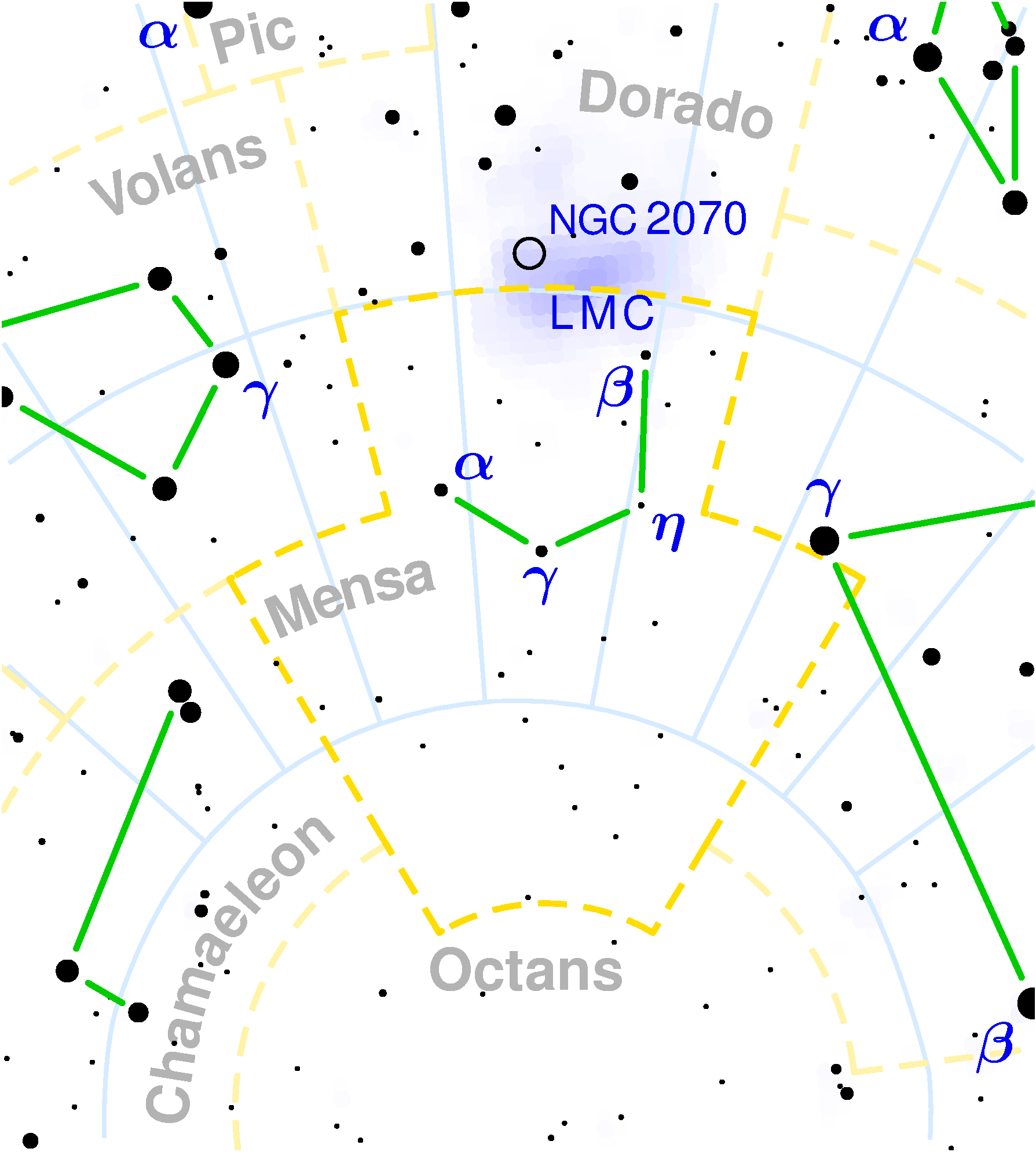
موقع التجمع النجمي إن جي سي 2070 وسحابة ماجلان الكبرى LMC في كوكبة الجبل.

NGC 2070 في علم الفلك هو تجمع نجمي مفتوح في الركن الشرقي الجنوبي في سحابة ماجلان الكبرى ويبعد عن الأرض نجو 150.000 سنة ضوئية. يرى في وسط سديم العنكبوت ويصدر الطاقة التي تساعد على رؤيته السديم. يوجد في وسط التجمع المفتوح التجمع النجمي الكثيف آر136 (تجمع نجمي) الذي يعتبر أشد العناقيد النجمية إصدارا للطاقة.
يحوي التجمع النجمي إن جي سي 2070 من ضمن ما يحويه نجوما بالغة الكتلة ، فمثلا النجم نجم أر136 إيه1 الذي تبلغ كتلته 256 كتلة شمسية وتبلغ شدة ضيائه 4و7 مليون مرة أشد من ضياء الشمس.
.

## اقرأ أيضا
- إن جي سي 2060
- إن جي سي 2080
- إن جي سي 2467
- آر 136
- نجم آر136 إيه1
- ثقب أسود
- إن جي سي 1982
- إن جي سي 604
- سديم الشبح
- إن جي سي 1961
- إن جي سي 1502